# Kepler-167e
Kepler-167e es un planeta extrasolar que forma parte de un sistema planetario formado por al menos cuatro planetas. Orbita la estrella denominada Kepler-167. Fue descubierto en el año 2016 por la sonda Kepler por medio de tránsito astronómico.